# Ewa Paradies
Ewa Paradies (17 de dezembro de 1920 – Gdansk, 4 de julho de 1946) foi uma guarda alemã em campos de concentração nazistas.

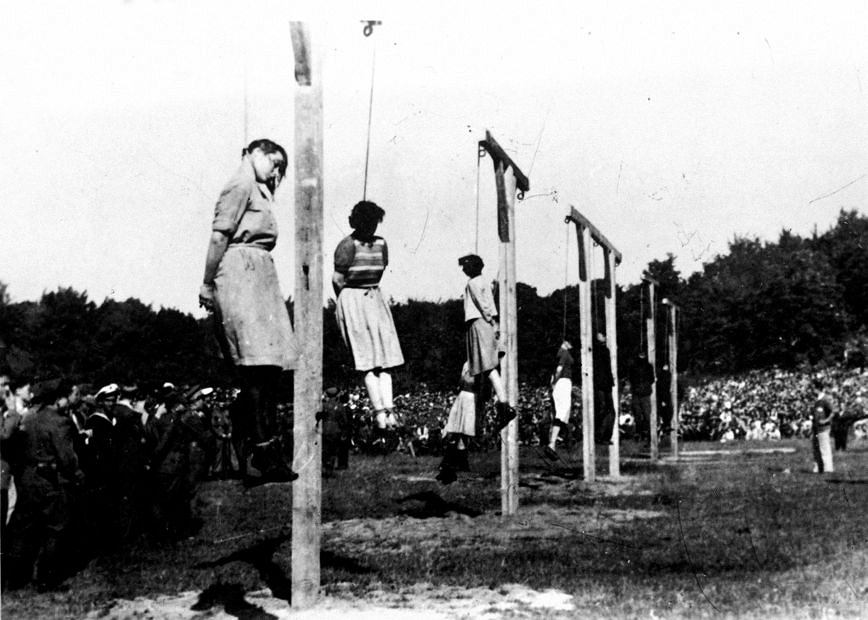
A execução das guardas do campo de concentração de Stutthof campo de concentração, em 4 de julho de 1946. Paradies é a segunda a partir da esquerda.

Em agosto de 1944, ela foi ao campo de Stutthof, SK-III, para receber o treinamento como Aufseherin. Em outubro de 1944 foi direcionada para o subcampo de Bromberg-Ost, ligado a Stutthof e em janeiro de 1945 foi mandada de volta ao campo principal de Stutthof. Em abril de 1945, ela presenciou um dos últimos transportes de prisioneiras ao subcampo de Lauenburg, fugindo em seguida. Logo em seguida foi capturada e submetida a julgamento no caso de Stutthof. 

## Execução
Pelas brutalidades praticadas, incluindo as mortes de alguns prisioneiros, ela foi sentenciada à morte. Ela foi executada por enforcamento em público em 4 de julho de 1946 com outras 10 pessoas de Stutthof - guardas femininas e kapos (cinco mulheres e seis homens no total).